# Ebraismo e schiavitù
(- Genesi 9.25)
Le opinioni ebraiche nei riguardi della schiavitù sono variate sia religiosamente che storicamente. I testi religiosi dell'ebraismo contengono numerose leggi che regolano la proprietà e il trattamento da concedere agli schiavi; le argomentazioni che contengono tali regolamenti includono la Tanakh (Bibbia ebraica), il Talmud, la Mishneh Torah di Mosè Maimonide (XII secolo) e il Shulchan Aruch di Joseph ben Ephraim Karo (XVI secolo). Le leggi originarie sulla schiavitù israelitiche trovate nella Bibbia ebraica assomigliano a quella fatte promulgare nel XVIII secolo a.C. da Hammurabi.
I vari regolamenti sono mutati anche sensibilmente nel corso del tempo. La Bibbia ebraica contiene due serie di leggi, una per gli schiavi di Canaan ed una più legittimista per gli schiavi ebrei; dall'epoca del Pentateuco le legislazioni designate per i cananei furono applicate a tutti gli schiavi non ebrei.
Le leggi talmudiche sulla schiavitù, stabilite tra il II e il V secolo, contengono un insieme di regole valide per tutti gli schiavi, anche se vi sono alcune eccezioni in cui gli schiavi ebrei vengono trattati in modo diverso dagli altri. Tali leggi includono anche una pena da assegnare a quei padroni che maltrattano i propri schiavi. Nell'epoca della storia contemporanea, quando il movimento sorto a favore dell'abolizionismo cercò di mettere fuorilegge la schiavitù, i sostenitori dello schiavismo non hanno mancato di utilizzare i passi biblici inerenti per fornire una giustificazione religiosa per il mantenimento della pratica.
Storicamente gli ebrei possedevano e commerciavano schiavi. Sono state pubblicate numerose opere di ricerca storica per controbattere ad uno dei temi propagandistici dell'antisemitismo, quello che vuole una dominazione ebraica nel commercio degli schiavi durante il Medioevo nel continente europeo, in quello africano e nelle Americhe, in quanto gli ebrei non ebbero un impatto né significativo né continuo sulla storia della schiavitù nel Nuovo Mondo (vedi Schiavismo nelle colonie spagnole del Nuovo Mondo). Possedettero in termini generali molti meno schiavi dei non ebrei in tutti i territori del Vicereame della Nuova Spagna ed in nessun periodo svolsero un ruolo di primo piano come finanziatori, armatori o agenti negli scambi durante la tratta atlantica degli schiavi africani.
Gli ebrei coloniali continentali americani importarono schiavi africani ad un tasso del tutto proporzionale a quello della popolazione generale. Come venditori il loro ruolo risultò ancora più marginale, anche se il coinvolgimento nel commercio brasiliano (vedi schiavitù in Brasile) e nei Caraibi sembra essere stato notevolmente più significativo. Jason H. Silverman, storico della schiavitù, descrive la parte svolta dagli ebrei nel commercio degli schiavi negli Stati Uniti meridionali come "minuscolo" facendo notare che l'aumento storico prima e la caduta della pratica schiavista poi nel profondo Sud non avrebbe mai influenzato gli ebrei in quanto essi non vivevano allora nel Sud americano se non in numeri minimali.
Gli ebrei rappresentarono l'1,25% di tutti i proprietari di schiavi meridionali e non furono significativamente differenti dagli altri proprietari di ceppo cristiano nel trattamento dei loro servitori forzati.

## Esodo
La storia dell'esodo dall'antico Egitto, così come essa viene descritta nella Torah, ha modellato il popolo nel corso di tutta la storia degli ebrei. La vicenda narra dell'esperienza occorsa agli israeliti sottomessi alla dominazione egizia, delle punizioni inflitte da Adonai agli egizi per tale motivo ed infine il riscatto e l'uscita dal paese oppressore. La storia narrata dal Libro dell'Esodo è stata interpretata e reinterpretata in ogni epoca e in ogni luogo per adattarsi o sfidare le norme culturali vigenti.
Il risultato nel corso del tempo è stato un aumento costante dell'insieme dei principi, delle regole e delle procedure che riguardano la gestione e il governo degli schiavi da parte dei loro padroni, prima a favore dei diritti elementari dei servitori coatti ed infine a favore del totale divieto della schiavitù.

## Epoca biblica
L'antica società israelita permise la schiavitù; tuttavia non fu mai consentito il dominio totale di un essere umano da parte di un altro, quello che invece subirono essi stessi sotto la legge egizia. Piuttosto la schiavitù nell'antichità presso gli israeliti fu più vicina a quella che in seguito venne chiamata servitù debitoria. Gli schiavi vennero considerati come una parte essenziale della famiglia ebraica; vi furono infatti casi in cui - dal punto di vista dello schiavo - la stabilità della servitù sotto una famiglia in cui uno schiavo veniva ben curato, sarebbe stata preferibile alla stessa libertà economica.
Risulta del tutto impossibile per gli studiosi quantificare il numero di schiavi posseduti dagli ebrei nella società antica israelita, o quale percentuale di famiglie possedesse effettivamente degli schiavi, ma è invero possibile determinare gli impatti sociali, legali ed economici della schiavitù.
La Bibbia ebraica contiene due serie di regole che disciplinano l'istituto della schiavitù; una prima serie riferita agli schiavi ebrei (Libro del Levitico 25: 39-43) ed una seconda serie per gli schiavi cananei (Levitico 25:45-46). La fonte principale di schiavi non ebrei fu, come per tutti gli altri popoli antichi, costituita dai prigionieri di guerra; gli schiavi ebrei invece, a differenza degli altri, lo poterono diventare sia per la povertà estrema (nel qual caso essi si poterono vendere ad un proprietario ebreo) o per l'impossibilità di ripagare un debito contratto.
Secondo la Bibbia ebraica gli schiavi non ebrei furono tratti principalmente dalle vicine nazioni cananee e venne prevista una giustificazione religiosa per la loro schiavitù; le regole che governavano i cananei si sarebbero infatti basate su una maledizione rivolta a Canaan, figlio di Cam (Bibbia), ma nelle epoche successive le legislazioni sulla schiavitù dei cananei vennero ampliate per potersi applicare anche a tutti gli schiavi non ebrei.
Le leggi che disciplinarono gli schiavi non ebrei risultarono essere più dure di quelle che governavano gli schiavi ebrei; i primi poterono per esempio essere posseduti in modo permanente e lasciati in eredità ai figli del proprietario, mentre gli schiavi ebrei vennero trattati principalmente come servitori e dovettero obbligatoriamente venir liberati dopo sei anni di servizio o nel verificarsi di un giubileo ebraico. Uno studioso suggerisce che la distinzione fosse dovuta al fatto che gli schiavi non ebrei rimasero soggetti alla maledizione di Canaan, mentre il Signore non volle che gli ebrei fossero mai più schiavi in quanto li liberò definitivamente dalla schiavitù egiziana.
Le leggi che disciplinarono gli schiavi ebrei furono più indulgenti rispetto a quelle che governavano tutti gli altri, ma una sola parola, "ebed" (che significa per l'appunto schiavo o servitore, connessa all'araba "abd"), venne utilizzata per descrivere entrambe le situazioni. Soprattutto nelle traduzioni in lingua inglese della Bibbia la distinzione viene talvolta sottolineata interpretandola come "schiavo" all'interno del contesto degli schiavi non ebrei e come "servitore" o "servo della gleba" quando essa vuole indicare gli schiavi ebrei.
La maggior parte degli schiavi di proprietà degli ebrei furono "pagani" e gli studiosi non sono certi a quale percentuale ammontasse il numero di schiavi ebrei; è stato anche affermato che gli israeliti raramente possedettero schiavi dopo l'epoca degli Asmonei (140-37 a.C.), anche se è certo che ebbero schiavi ebrei durante il periodo dell'esilio babilonese (VII-VI secolo a.C.).
Un altro ricercatore suggerisce invece che gli israeliti continuarono a possedere schiavi ebrei fino al Medioevo, ma che le regole bibliche vennero ignorate e che pertanto tutti gli schiavi furono trattati allo stesso modo. La Torah vieta il ritorno in patria per quegli schiavi fuggiaschi da una terra straniera che cercarono asilo in Terra di Israele; inoltre richiede che tali ex schiavi siano trattati come un qualsiasi altro straniero residente. Questa regola è unica nel suo genere in tutto il Vicino Oriente antico.

## Epoca talmudica
Poco dopo la nascita di Cristo, le norme sulla proprietà degli schiavi da parte degli ebrei apparentemente divennero oggetto di una certa confusione, ci si sforò pertanto di rivedere le leggi sulla schiavitù. Le questioni precise che richiesero una revisione non sono certe, ma potrebbero aver incluso fattori quali la proprietà di schiavi non cananei, la continuazione della pratica di possedere schiavi ebrei od infine essere state inerenti a conflitti sorti con il diritto romano (vedi schiavitù nell'antica Roma). Il Talmud contiene una serie completa di leggi che regolano la schiavitù, più dettagliata e differente dalla norme originali presenti nella Bibbia ebraica.
Il grande cambiamento riscontrato fu che un unico insieme di regole, tranne poche eccezioni, governava sia gli schiavi ebrei sia quelli non ebrei. Un'altra modifica fu quella concernente il rilascio automatico degli schiavi ebrei dopo sei anni la quale venne sostituita da una schiavitù indefinita, in combinazione con un processo in cui il proprietario avrebbe potuto, in determinate situazioni, liberare lo schiavo tramite un documento scritto (la manomissione). Tuttavia lo storico Flavio Giuseppe scrisse che la liberazione automatica rimase ancora in vigore, se la schiavitù fosse stata la punizione per un crimine commesso (a differenza della schiavitù volontaria dovuta a povertà). Infine la nozione biblica di schiavi cananei venne ampliata a tutti gli schiavi non ebrei.
Una delle poche regole che continuarono a distinguera gli schiavi ebrei dai non ebrei fu quella che considerò le proprietà rinvenute; gli oggetti trovati dagli schiavi ebrei rimasero di loro proprietà, mentre quelli trovati da uno schiavo non ebreo appartennero di diritto automaticamente al proprietario. Un'altra modifica è data dal fatto che il Talmud esprime esplicitamente la liberazione di uno schiavo non ebreo e questo in una maniera assai più rigorosa rispetto a quanto faccia la stessa legge biblica la quale rimase in silenzio sulla questione, permettendo pertanto agli schiavi di rimanere sotto proprietà a tempo indeterminato. In alcuni casi quindi gli schiavi non ebrei poterono essere liberati, se solo si fossero completamente convertiti all'ebraismo.
Risulta evidente che gli ebrei possedesero ancora schiavi ebrei nel corso dell'era talmudica, poiché le autorità rabbiniche cercarono di denunciare il permesso biblico che gli ebrei potessero vendersi in schiavitù se fossero stati colpiti da una condizione di estrema indigenza; in particolare il Talmud dice che gli ebrei non avrebbero mai dovuto vendersi di loro spontanea volontà ai non ebrei ma, se lo avessero fatto, l'intera comunità venne invitata a riscattare o comunque a liberare lo schiavo.

### Maledizione di Cam come giustificazione della schiavitù
Alcuni studiosi hanno affermato che la maledizione di Cam (Bibbia) così come viene riferita dalla Bibbia prima e descritta in seguito nei testi religiosi dell'ebraismo sia stata una giustificazione per la pratica della schiavitù, citando a questo proposito i versetti del Libro della Genesi 9: 20-27 e lo stesso Talmud. Alcuni come David M. Goldenberg hanno analizzato i testi religiosi giungendo alla conclusione che tale giustificazione basata sulle interpretazioni delle fonti rabbiniche sia difettosa: egli conclude che i testi non contengono mai un esplicito precetto anti-"negro", ma che invece sono state applicate in un periodo più tardo quelle interpretazioni basate sulla razza le quali sono analisi fatte da non ebrei.

### Schiavitù femminile
I rabbini classici non mancarono di istruire sul fatto che i maestri/rabbini del Talmud non avrebbero mai potuto sposare delle schiave, ma avrebbero dovuto in primo luogo ottenere la manomissione; allo stesso modo agli schiavi maschi venne proibito di sposare donne ebree. A differenza dell'istruzione biblica sulla vendita dei ladri come schiavi (se fossero stati catturati alla luce del giorno e non avessero potuto rimborsare il furto) i rabbini ordinarono che le donne ebree non avrebbero mai potute essere vendute per questo motivo. Le relazioni sessuali tra un proprietario e una schiava già fidanzata vennero proibite già nel Levitico 19:20-22.
Pur tuttavia la Torah permette le relazioni sessuali con le schiave non impegnate, precisando però che se ella è fidanzata quando il padrone giace con lei "non devono essere messi a morte, poiché non è stata liberata"; il che implica che lo status di una donna schiava ebbe anche un effetto diretto sul fatto che potesse venire utilizzata a scopi sessuali.

### Liberazione dello schiavo
La Tanakh contiene la regola che gli schiavi ebrei avrebbero dovuto essere liberati alla scadenza del settimo anno di servizio, ma ciò venne sostituito nel Talmud con una schiavitù potenzialmente indefinita; il tutto accompagnato però anche da un processo in cui gli schiavi avrebbero potuto essere liberati denominato manomissione. Liberare uno schiavo non ebreo venne inteso essere una prova di conversione religiosa, il che coinvolgeva l'immersione in un bagno rituale (il Mikveh). Le autorità medievali argomentarono contro la regola biblica la quale forniva la libertà agli schiavi gravemente feriti.

### Trattamento dello schiavo
Sia la Torah sia il Talmud contengono varie regole su come trattare gli schiavi; le regole bibliche per il trattamento degli schiavi ebrei si dimostrarono essere maggiormente indulgenti (Levitico 25:43"; Levitico 25:53; Levitico 25:39), mentre il Talmud da par suo insistette perché gli schiavi ebrei avrebbero dovuto ricevere cibo, bevande, alloggio e biancheria del tutto similmente a quello che il padrone avrebbe potuto concedere a se stesso. Esistette anche una punizione specifica per il proprietario che avesse ucciso il proprio schiavo.
Gli schiavi ebrei vennero spesso trattati come un bene di proprietà; non fu permesso loro per esempio di essere contati per il quorum dei 10 uomini (il Minian) necessario per il culto pubblico. Mosè Maimonide e altre autorità dell'Halakhah vietarono o comunque scoraggiarono qualsiasi tipo di trattamento non moralmente corretto degli schiavi, fossero stati essi ebrei o meno. Alcuni documenti paiono indicare che gli ebrei proprietari di schiavi fossero magnanimi e non avrebbero mai rivenduto i propri schiavi ad un padrone violento, mentre gli schiavi ebrei vennero trattati come membri della grande famiglia allargata dei servitori.
Gli studiosi non sono sicuri sul fatto di quanto siano state seguite nei fatti le regolamentazioni che incoraggiarono il trattamento umano degli schiavi. Nel corso del XIX secolo lo statunitense Moses Mielziner (rabbino dell'ebraismo riformato) e il britannico Samuel Krauss studiarono approfonditamente la pratica della schiavitù presso gli antichi ebrei e generalmente giunsero alla conclusione che gli schiavi ebrei vennero trattati come "legame temporaneo" e che i proprietari li trattarono con una particolare compassione e benevolenza.
Tuttavia altri studiosi del XX secolo come Solomon Zeitlin ed Ephraim Urbach hanno esaminato in una maniera più critica tutta la situazione; i loro risultati storici concludono in linea di principio che gli ebrei si occuparono in modo permanente di schiavi ebrei e che non furono granché più compassionevoli degli altri proprietari di schiavi dell'antichità. La storica Catherine Hezser spiega le differenti conclusioni suggerendo che gli studiosi del XIX secolo sottolinearono l'umanità dell'ebraismo per facilitare l'emancipazione ebraica e l'assimilazione nella società occidentale.

### Conversione e circoncisione degli schiavi non ebrei
Le leggi talmudiche richiesero ai proprietari di cercare di promuovere la conversione dei propri schiavi. Altre leggi obbligarono gli schiavi, anche se non convertiti, alla circoncisione e a sottoporsi ad immersione rituale. Una legge romana del IV secolo impedì la circoncisione degli schiavi, per cui la pratica può essere diminuita attorno a quel periodo, mentre aumentò nuovamente a partire dal X secolo. I proprietari ebrei non furono autorizzati a bere vino che fosse stato toccato da una persona non circoncisa e quindi vi fu sempre una necessità pratica, oltre l'obbligo legale, per favorire la circoncisione degli schiavi.
Sebbene la conversione rimanesse sempre una possibilità per gli schiavi sia Mosè Maimonide che Joseph ben Ephraim Karo la scoraggiarono sulla base del fatto che agli ebrei non fosse permesso (a quel tempo) di fare proselitismo; vi furono casi in cui ai proprietari vennero fatti stipulare contratti speciali che prevedevano la non conversione degli schiavi. Inoltre la conversione di uno schiavo senza il permesso del proprietario venne intesa come causa di un danno, sulla base che avrebbe spogliato il proprietario della capacità dello schiavo di lavorare durante lo Shabbat oltre ad impedirgli di rivenderlo ai non ebrei.

## Post-Talmud fino al XIX secolo

### Schiavi e padroni ebrei
Lungo tutto il corso del Medioevo gli ebrei rimasero minimamente coinvolti nel commercio degli schiavi. Papa Gregorio I (590-604) proibì espressamente agli ebrei di possedere schiavi cristiani, a causa delle preoccupazioni sulla conversione all'ebraismo e del mandato talmudico prescrivente la circoncisione.
Il primo divieto di questo genere risale a Costantino I nel IV secolo e venne ribadito da successive riunioni conciliari; il IV concilio d'Orléans (541); a Parigi e il IV concilio di Toledo (633); il sinodo di Szabolcs (1082) il quale estese il divieto a tutto il territorio ungherese; a Gand (1122); a Narbonne (1227) e a Béziers (1246). Fu infine parte della regola benedettina che gli schiavi cristiani non dovessero servire gli ebrei.
Nonostante la proibizione gli ebrei parteciparono in una certa misura alla compravendita di schiavi durante l'epoca medievale; in alcuni periodi pare che divennero i principali commercianti di schiavi cristiani ed in alcune regioni svolsero un ruolo significativo nel suddetto commercio.
Secondo altre fonti però i cristiani medievali esagerarono fortemente il presunto controllo ebraico sul commercio e la finanza derivante e divennero ossessionati nei riguardi di fantomatici complotti ebraici atti a schiavizzare, convertire o vendere i non ebrei. La maggior parte degli ebrei europei visse in comunità per lo più povere ai margini della società cristiana e continuarono a soffrire la maggior parte delle disabilità legali associate alla schiavitù.
Gli ebrei parteciparono a volte alla tratta nelle rotte già create da cristiani e musulmani, ma assai raramente produssero nuove rotte commerciali.
Durante il Medioevo gli ebrei agirono come mercanti di schiavi in Slavonia, nel Nordafrica, nei Paesi Baltici, nell'Europa centrale e nell'Europa orientale, nella penisola iberica e a Maiorca. Il più significativo coinvolgimento ebraico nella schiavitù fu negli attuali Portogallo e Spagna dominati dai musulmani tra il X e il XV secolo.
La partecipazione ebraica al commercio schiavista venne registrata a partire dal V secolo, quando Papa Gelasio I permise agli ebrei d'introdurre schiavi dalla Gallia nella penisola italiana, a patto però che non fossero cristiani. Nell'VIII secolo Carlo Magno (768-814) permise esplicitamente agli ebrei di poter agire come intermediari nel commercio degli schiavi.

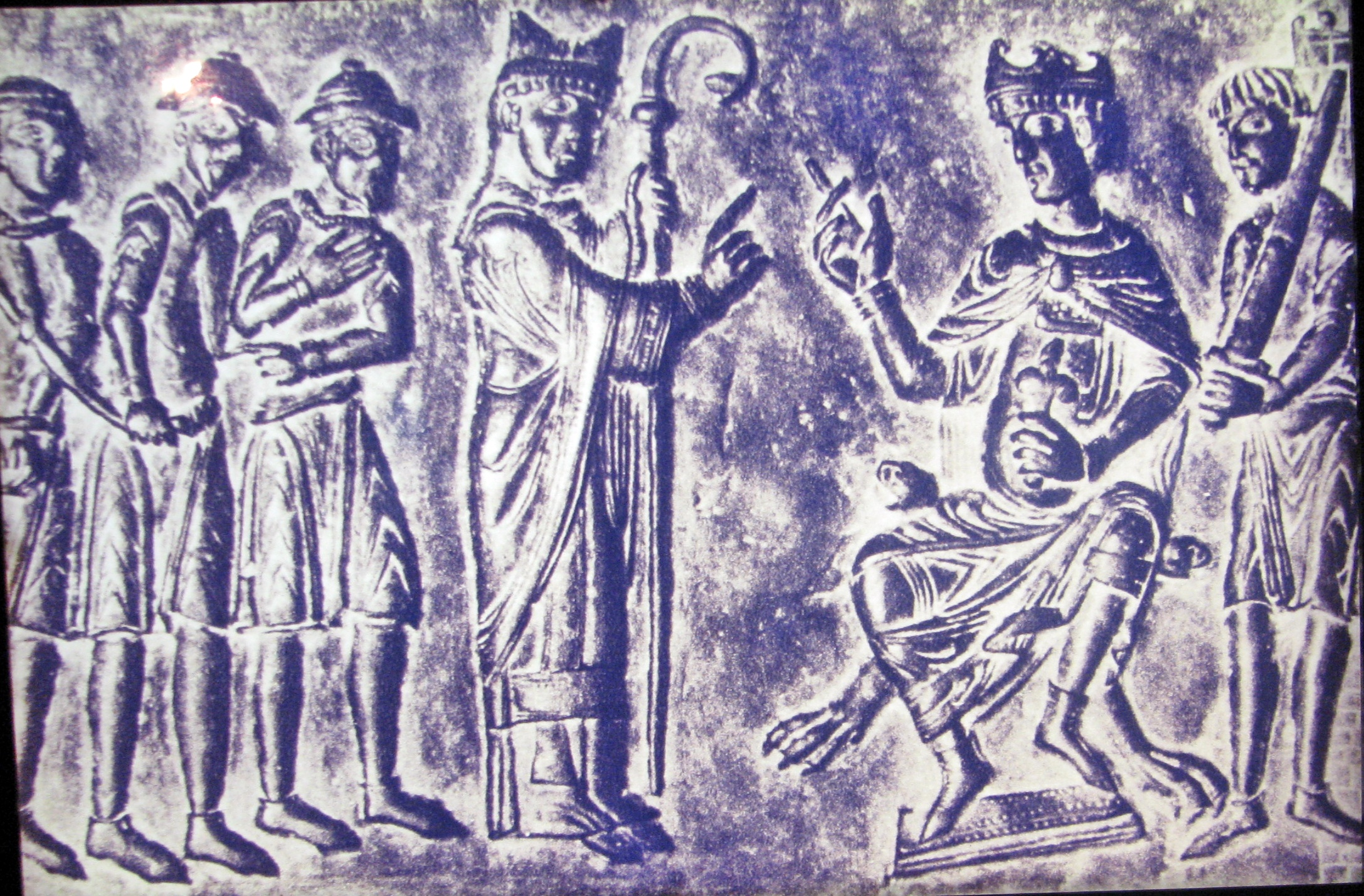
Un commerciante di schiavi ebreo viene presentato a Boleslao I di Boemia.

Nel X secolo gli ebrei spagnoli commerciarono gli schiavi slavi, che i califfi di al-Andalus acquistarono per formare le loro personali guardie del corpo; acquistati per lo più in Boemia questi schiavi furono espressamente rivolti all'esportazione in terra spagnola e nell'ovest europeo. Guglielmo I d'Inghilterra condusse con sé molti di questi schiavisti ebrei da Rouen fino all'Inghilterra nel 1066. A Marsiglia nel XIII secolo vi furono due mercati ebrei di schiavi contro i sette dei cristiani.
Le registrazioni storiche medievali del IX secolo descrivono due percorsi attraverso i quali i rivenditori ebrei portarono schiavi da ovest verso est e viceversa. Secondo Ibrahim ibn Ya'qub i mercanti bizantini ebrei acquistarono slavi a Praga per poi essere rivenduti; alla stessa meniera gli ebrei di Verdun intorno all'anno 949 acquistarono schiavi nelle campagne per poi rivenderli in terra spagnola musulmana.
Gli ebrei continuarono a possedere schiavi tra il XVI e il XVIII secolo e le pratiche di proprietà rimasero ancora governate dalle leggi bibliche e talmudiche. Alcune fonti stanno ad indicare che il possesso di schiavi - in particolare donne di origine slava - fu prevalente in questo periodo tra le famiglie ebraiche dei centri urbani dell'Impero ottomano.

### Sviluppi Halachici

#### Trattamento degli schiavi
Le leggi ebraiche che disciplinarono in trattamento degli schiavi vennero aggiornate nel XII secolo da Mosè Maimonide nel suo codice intitolato Mishneh Torah e successivamente nel XVI secolo da Joseph ben Ephraim Karo nel Shulchan Aruch.
Il divieto giuridico di possedere schiavi ebrei fu enfatizzato nel corso del periodo medievale, ma nella prassi dei fatti gli ebrei continuarono a possedere schiavi ebrei e i proprietari furono in grado di lasciarli in eredità ai figli; ma tali schiavi vennero trattati nella maggior parte dei casi come membri della famiglia allargata del proprietario.

#### Riscatto degli schiavi ebrei
La Tanakh contiene chiare istruzioni per il riscatto di schiavi ebrei di proprietà di non ebrei (Libro del Levitico 25: 47-51). Molti ebrei vennero condotti a Roma in qualità di prigionieri di guerra; come risposta il Talmud istituì delle linee guida per emancipare i correligionari, dando l'avvertimento però di non pagare prezzi eccessivi in quanto ciò avrebbe potuto incoraggiare i pagani a schiavizzare altri ebrei. Giuseppe Flavio, lui stesso un ex schiavo, osserva che la fedeltà degli schiavi ebrei non mancò di venire apprezzata dai proprietari; questa potrebbe essere stata una delle ragioni principali della loro liberazione.
In epoca medievale riscattare gli schiavi ebrei acquisì sempre più importanza e fino al XIX secolo le congregazioni ebraiche affacciate attorno al Mar Mediterraneo formarono delle associazioni propriamente a questo scopo. Le comunità ebraiche riscattarono normalmente i prigionieri ebrei seguendo una Mitzvah riguardante la redenzione dei prigionieri (la "Pidyon Shvuyim").
Nella sua Storia degli Ebrei Paul Johnson (storico) ha scritto; "gli ebrei sono stati particolarmente apprezzati come prigionieri, in quanto si credeva, di solito correttamente, che anche se essi stessi fossero poveri, una comunità ebraica da qualche parte potesse sempre essere persuasa a riscattarli... A Venezia le congregazioni levantine e portoghesi ebraiche hanno istituito un'organizzazione speciale per il riscatto dei prigionieri ebraici presi dai cristiani dalle navi turche, i mercanti ebraici hanno pagato una tassa speciale su tutti i beni per sostenerla, il che ha agito probabilmente come una forma di assicurazione in quanto vittime"".

## Era moderna

### America Latina e Caraibi
Gli ebrei parteciparono attivamente alla colonizzazione europea delle Americhe e possedettero schiavi sia in America Latina sia nei Caraibi, soprattutto in Brasile e Suriname ma anche a Barbados e in Giamaica; in special modo nel Suriname gli ebrei possedettero molte piantagioni di grandi dimensioni. Molti degli ebrei etnici nel Nuovo Mondo, particolarmente nei territori portoghesi brasiliani, furono "nuovi cristiani" o conversi, alcuni dei quali continuarono a praticare l'ebraismo; pertanto la distinzione tra possessori di schiavi ebrei e non ebrei risulta a volte difficoltosa da fare.

### Commercio degli schiavi mediterranei
Gli ebrei di Algeri furono frequenti acquirenti di schiavi cristiani provenienti dalla tratta barbaresca degli schiavi. Nel frattempo i mediatori ebrei di Livorno furono di valido aiuto nell'organizzare il riscatto degli schiavi cristiani dal mondo musulmano verso i loro paesi d'origine in stato di libertà. Anche se uno schiavo accusò i mediatori ebrei di mantenere il riscatto fino a quando i prigionieri non fossero morti, tale asserzione non è corroborata dalle prove fattuali le quali indicano invece gli ebrei come molto attivi nell'assistere al rilascio dei prigionieri inglesi caduti nelle mani dei musulmani. Nel 1637 i pochi schiavi che riuscirono ad essere liberati vennero riscattati da membri della comunità ebraica algerina.

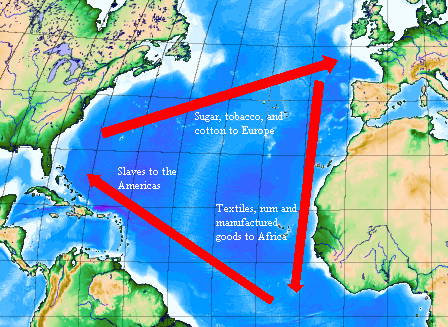
Il percorso triangolare della tratta atlantica degli schiavi africani.

### Tratta atlantica degli schiavi
La tratta atlantica degli schiavi africani, avviata e alimentata soprattutto da trafficanti islamici, da secoli già attivi in questa pratica, fu teso a trasferire gli africani nelle colonie occidentali d'oltreoceano. Molti degli scambi seguirono un percorso triangolare: gli schiavi vennero trasportati prima nei Caraibi (dove produssero zucchero) e da lì in America del Nord o nella stessa Europa, ove vennero impegnati nella fabbricazione di prodotti commerciali. Ebrei e discendenti di ebrei parteciparono al commercio da entrambi i lati dell'Oceano Atlantico, sia nei Paesi Bassi sia nella penisola iberica e in Brasile, ma anche nei Caraibi e negli Stati Uniti d'America orientali.
A seguito del Decreto dell'Alhambra (1492) il quale fece espellere da Spagna e Portogallo i loro residenti ebrei, molti di questi migrarono nelle Americhe e negli attuali Paesi Bassi. La partecipazione ebraica al commercio schiavista atlantico crebbe proporzionalmente nel corso del tardo XVII secolo, in quanto spagnoli e portoghesi cattolici mantennero fino ad allora un ruolo dominante nel commercio atlantico, raggiungendo il suo picco nei primi decenni del XVIII secolo. Esso cominciò a diminuire progressivamente dopo il Trattato di Utrecht (1713), quando gli inglesi ottennero il diritto di vendere i propri schiavi nelle colonie spagnole del Vicereame della Nuova Spagna. Da quel momento in poi inglesi e francesi cominciarono a competere accanitamente con spagnoli e portoghesi.
Nel momento in cui il commercio mondiale degli schiavi e la crescita delle importazioni dello zucchero in terra europea raggiunse il suo apice nel XVIII secolo, la partecipazione ebraica venne di fatto scoraggiata dalle imprese dei piantatori britannici e francesi i quali non permisero agli ebrei di essere annoverati nelle loro società commerciali. Durante il XIX secolo alcuni rari ebrei comunque possedettero piantagioni di cotone negli Stati Uniti meridionali.

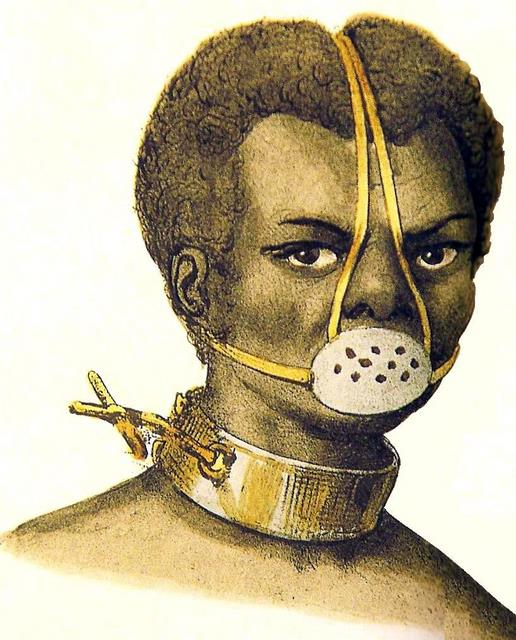
La punizione inflitta ad uno schiavo brasiliano in un'illustrazione di Jacques Arago (1839).

#### Brasile
Il ruolo assunto dai convertiti al cristianesimo e dai commercianti ebrei fu per un certo periodo significativo in Brasile; gli abitanti cristiani si ritrovarono ad invidiare gli ebrei i quali avevano alcune delle migliori piantagioni della valle del fiume Pernambuco; alcuni di questi ebrei risultarono essere tra i principali commercianti di schiavi della colonia.
Quando un certo numero di ebrei brasiliani migrarono nel Rhode Island cominciarono a svolgere un ruolo significativo, ma non certo dominante, nelle colonie nordamericane attraverso il commercio di schiavi (XVIII secolo); questo settore rappresentò in ogni caso una parte molto minima delle esportazioni totali umane provenienti dall'Africa.

#### Caraibi e Suriname
I territori in cui gli ebrei svolsero il ruolo più importante nella tratta degli schiavi fu nelle isole caraibiche e nel Suriname, in particolare nei possedimenti olandesi serviti dalla Compagnia olandese delle Indie occidentali. Il commercio degli schiavi divenne una delle occupazioni di maggior spessore per gli ebrei residenti in queste zone; addirittura nel Suriname risultarono essere i maggiori detentori di schiavi della regione.
Secondo lo storico statunitense Ralph A. Austen "gli unici luoghi in cui gli ebrei si avvicinavano a dominare i sistemi di piantagione del Nuovo Mondo erano l'isola di Curaçao e il Suriname". Le aste degli schiavi nelle colonie olandesi risultavano rinviate se cadevano nei pressi di una qualche festività ebraica. Qui i mercanti ebrei agirono come intermediari, acquistando schiavi dalla "Compagnia olandese" e rivendendoli poi ai proprietari delle piantagioni; la maggioranza degli acquirenti nelle aste schiaviste brasiliane e nelle colonie olandesi risultarono essere ebrei.
Presumibilmente essi svolsero un ruolo importante negli scambi anche a Barbados e in Giamaica, mentre i proprietari ebrei delle piantagioni nel Suriname contribuirono a sopprimere diverse rivolte scoppiate tra il 1690 e il 1772. A Curaçao invece gli ebrei rimasero coinvolti nello scambio di schiavi in una misura molto inferiore rispetto ai protestanti olandesi; sembra che abbiano importato meno di 1.000 schiavi nel periodo compreso tra il 1686 e il 1710, dopo di che la cifra diminuì ulteriormente. Tra il 1630 e il 1770 i mercanti ebrei stabilirono o gestirono "almeno 15.000 schiavi" tra quelli fatti sbarcare nell'isola di Curaçao, al'incirca un sesto del totale di tutti gli schiavi nelle mani degli olandesi.

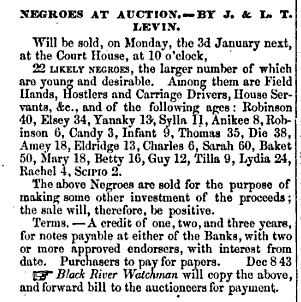
Pubblicità per l'asta degli schiavi del commerciante Jacob Levin, inserita nel libro del 1853 A key to Uncle Tom's cabin.

#### Colonie nordamericane
L'apporto ebraico nel commercio degli schiavi nelle colonie britanniche del nordamerica si mantenne sempre ad un livello minimale. Secondo lo storico Bertram Korn esistettero dei proprietari ebrei di piantagioni, ma complessivamente costituirono solo una piccola parte dell'industria totale. Nel 1830 vennero segnalati solo 4 ebrei tra gli 11.000 bianchi americani del profondo Sud i quali possedevano 50 o più schiavi.
Di tutti i porti di spedizione dell'America coloniale solamente a Newport (Rhode Island) i mercanti ebrei ebbero una parte significativa nel mercato degli schiavi.
Una tabella delle commissioni degli intermediari a Charleston (Carolina del Sud) mostra che il "brokeraggio" ebraico rappresentò solo il 4% del totale. Sempre secondo Korn gli ebrei rappresentarono 4 dei 44 intermediari a Charleston, 3 dei 70 presenti a Richmond (Virginia) ed 1 su 12 a Memphis nel Tennessee. Tuttavia la percentuale di residenti ebrei a Charleston che detennero schiavi risultò essere del tutto simile a quella della popolazione bianca generale (83% contro l'87% nel 1830).

### Valutazione della portata del coinvolgimento ebraico nel commercio atlantico degli schiavi
Lo storico Seymour Drescher ha sottolineato il problema di determinazione se gli schiavisti fossero anche ebrei. Egli conclude che i nuovi commercianti cristiani riuscirono a ottenere il controllo di una quota consistente di tutti i segmenti del commercio degli schiavi atlantici, soprattutto grazie ai portoghesi, durante tutta la fase iberica dominata dal sistema della tratta atlantica degli schiavi africani.
A causa del forte numero di conversioni degli ebrei verso il cristianesimo molti nuovi cristiani continuarono a praticare in segreto l'ebraismo (vedi Cripto-giudaismo), il che significa che è impossibile per gli storici determinare quale parte di questi commercianti di schiavi fossero effettivamente ebrei, perché per farlo ciò richiederebbe allo storico di scegliere una tra più definizioni di "ebraicità".

#### The Secret Relationship Between Blacks and Jews
Nel 1991 Nation of Islam (NOI) ha fatto pubblicare The Secret Relationship Between Blacks and Jews secondo cui gli ebrei avrebbero dominato il commercio della tratta atlantica degli schiavi africani; la prima parte del testo afferma che gli ebrei svolsero un ruolo importante nel commercio degli schiavi atlantici e che trassero cospicui profitti dalla pratica schiavista.
Il libro è stato fortemente criticato per essere impregnato di antisemitismo di fondo oltre a non aver fornito la benché minima analisi oggettiva dell'eventuale ruolo ebraico nel commercio schiavista. Le critiche più comuni comprendevano il fatto che il testo utilizzava citazioni selettive facendo un uso del tutto grezzo delle statistiche e che stava intenzionalmente tentando di esagerare il ruolo ebraico svolto.
L'Anti-Defamation League ha criticato sia il NOI sia il libro. Henry Louis Gates Jr. ha condannato le intenzioni degli autori del libro.
Lo storico Ralph A. Austen critica pesantemente il libro dicendo che, anche se può apparentemente sembrare abbastanza preciso, è viziato da un palese antisemitismo; ha aggiunto tuttavia che prima della sua pubblicazione alcuni studiosi erano riluttanti a discutere della partecipazione ebraica alla schiavitù a causa della paura di danneggiare "l'agenda condivisa liberale" di ebrei ed afroamericani. In questo senso Austen ha trovato tra gli scopi del libro quello di sfidare il mito della benevolenza ebraica universale nel corso dell'intera storia, come forma di autolegittimazione, anche se i mezzi che hanno condotto a questo fine hanno portato ad un libro antisemita.

#### Valutazioni successive
La pubblicazione di The Secret Relationship ha avuto almeno il merito di spingere ad una ricerca dettagliata sulla partecipazione degli ebrei al commercio degli schiavi atlantici, con conseguente realizzazione di varie opere, la maggior parte delle quali pubblicate specificamente per confutare la tesi di The Secret Relationship:
- 1992 - Harold Brackman, Jew on the brain: A public refutation of the Nation of Islam's The Secret relationship between Blacks and Jews.
- 1992 - David Brion Davis, Jews in the Slave Trade, in Culturefront (Autunno 1 992) pp 42–45.
- 1993 - Seymour Drescher, The Role of Jews in the Atlantic Slave Trade, in Immigrants and Minorities 12 (1993), pp 113–25.
- 1993 - Marc Caplan, Jew-Hatred As History: An Analysis of the Nation of Islam's "The Secret Relationship" (fatto pubblicare a cura dell'Anti-Defamation League)
- 1998 - Eli Faber, Jews, Slaves, and the Slave Trade: Setting the Record Straight, New York University Press.
- 1999 - Saul S. Friedman, Jews and the American Slave Trade.

La maggior parte degli studiosi post-1991 che hanno analizzato il ruolo ebraico hanno individuato soltanto determinate regioni (come il Brasile e i Caraibi) dove la partecipazione può essere considerata significativa. 
Wim Klooster ha scritto: "in nessuno dei periodi presi in considerazione gli ebrei svolgevano un ruolo di primo piano come finanziatori, armatori o fattori nei commerci degli schiavi transatlantici o caraibici; essi disponevano di molto meno schiavi dei non-ebrei in tutti i territori britannici dell'America settentrionale e dei Caraibi. Quando gli ebrei in una manciata di luoghi possedevano schiavi in proporzioni leggermente al di sopra della loro rappresentazione tra le famiglie della città, tali casi non si avvicinano in ogni modo a confermare le affermazioni fatte in The Secret Relationship".
David Brion Davis ha scritto che "gli ebrei non hanno avuto un impatto importante o continuo sulla storia della schiavitù nel Nuovo Mondo"; mentre Jacob R. Marcus ha affermato che la partecipazione ebraica allo schiavismo presente nelle colonie americane fu minima e del tutto inconsistente.
Bertram Korn ha scritto: "tutti gli schiavisti ebrei presenti nelle città del profondo Sud non hanno acquistato e venduto tanti schiavi quanti la ditta "Franklin and Armfield Office" di Alexandria (Virginia), la più grande sede di commercianti di schiavi negri presente negli Stati Uniti meridionali"".
Secondo un riesame compiuto da The Journal of American History ed intitolato Jews, Slaves, and the Slave Trade: Setting the Record Straight and Jews and the American Slave Trade: "Eli Faber riconosce solo pochi commercianti di origine ebraica localmente prominenti nell'ambito dello schiavismo durante la seconda metà del XVIII secolo, altrimenti conferma le davvero piccole e minuscole dimensioni concernenti le comunità ebraiche coloniali di qualsiasi sorta e li mostra impegnati nella schiavitù e nel commercio schiavista solo a livelli indistinguibili da quelli dei loro concorrenti inglesi".
Secondo Seymour Drescher gli ebrei hanno partecipato al commercio della tratta atlantica degli schiavi africani soltanto nei territori brasiliani coloniali portoghesi e nel Suriname, tuttavia in nessuno dei periodi presi in esame hanno svolto un ruolo di primo piano in qualità di finanziatori, armatori o fattori negli scambi e nella compravendita di schiavi transatlantici o caraibici. Afferma inoltre che gli ebrei assai raramente stabilirono nuovi percorsi commerciali, ma che invero lavorarono in stretta collaborazione con partner cristiani sulle vie commerciali che erano state stabilite e approvate dai leader nazionali europei.
Nel 1995 l'American Historical Association (AHA) ha rilasciato una dichiarazione, insieme a Drescher, in cui condanna "qualsiasi affermazione secondo cui gli ebrei avrebbero avuto un ruolo sproporzionato nel commercio degli schiavi atlantici".
Secondo la rivista The Journal of American History (Jews, Slaves, and the Slave Trade: Setting the Record Straight di Faber e Jews and the American Slave Trade di Friedman: "Eli Faber prende un approccio quantitativo tra gli ebrei e gli schiavi nel commercio atlantico dell'impero britannico, a cominciare dall'arrivo degli ebrei Sefarditi nell'insediamento di Londra del 1650, calcolando la loro partecipazione alle società commerciali della fine del XVII secolo e quindi utilizzando una solida gamma di fonti quantitative standard (liste di spedizioni degli uffici navali, censimenti, registrazioni fiscali e così via) per valutare la prominenza nell'ambito dello schiavismo, nel possesso di schiavi da parte dei mercanti e nelle piantagioni identificabili come ebraiche situate a Barbados, Giamaica, New York, Newport (Rhode Island), Filadelfia, Charleston (Carolina del Sud) e in tutti gli altri porti coloniali inglesi minori".
Lo storico Ralph Austen riconosce tuttavia che "gli ebrei Sefarditi nel Nuovo Mondo rimasero stati fortemente coinvolti nel commercio degli schiavi africani".

### Proprietari di schiavi ebrei negli Stati Uniti meridionali
Lo storico della schiavitù Jason H. Silverman descrive minuziosamente la parte avuta dagli ebrei nel commercio schiavista negli Stati Uniti meridionali descrivendola come "minuscola", scrivendo inoltre che prima l'aumento stoico e successivamente l'abolizionismo negli Stati Uniti d'America non avrebbero praticamente avuto nessun effetto nei confronti degli ebrei che vissero a Sud in quanto rappresentarono solo l'1,25% di tutti i proprietari di schiavi meridionali.
Le pratiche di proprietà degli schiavi da parte degli ebrei negli stati meridionali furono essenzialmente governate dalla prassi regionale piuttosto che dalla Legge mosaica. Molti ebrei meridionali sostennero all'epoca che il "negro" fosse un "sottouomo" e che pertanto era intrinsecamente adatto alla schiavitù; opinione questa che rappresentò la visione predominante di molti dei loro vicini non ebrei.

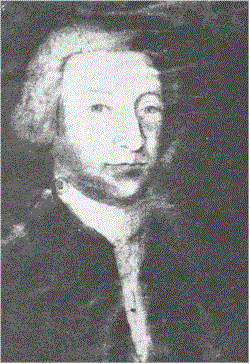
Il proprietario di schiavi Aaron Lopez di Newport (Rhode Island).

Gli ebrei pertanto non fecero altro che conformarsi ai modelli prevalenti di giustificazione dello schiavismo sudista e non furono con ciò significativamente differenti dagli altri proprietari nel loro trattamento degli schiavi. Le ricche famiglie ebraiche del Sud americano in prevalenza preferirono impiegare domestici bianchi piuttosto che possedere degli schiavi. I possessori ebrei di schiavi storicamente accertati includono Aaron Lopez (portoghese), Francis Salvador (inglese), Judah Touro (statunitense) e Haym Salomon (lituano-polacco).
I possessori di schiavi ebrei si rinvennero innanzitutto negli ambienti aziendali e domestici piuttosto che nelle piantagioni, per cui la maggior parte degli schiavi si trovarono inseriti in un contesto urbano, nella gestione dell'azienda o come domestici tuttofare. I proprietari ebrei liberarono i loro schiavi neri nella stessa percentuale dei non ebrei; talvolta invece - secondo le loro ultime volontà - diedero i propri schiavi in eredità ai figli.

### Dibattito sull'abolizionismo
Un numero significativo di ebrei spese le proprie energie nell'American Antislavery Society. Molti ebrei del XIX secolo, come ad esempio il francese Adolphe Crémieux, parteciparono alla protesta morale contro la schiavitù; nel 1849 Crémieux annunciò l'abolizionismo in tutti i possedimenti francesi.
In terra inglese vi furono movimenti e gruppi abolizionisti ebrei. Granville Sharp e William Wilberforce nella loro A Letter on the Abolition of the Slave Trade addussero gli insegnamenti ebraici come argomenti contro la schiavitù. Il rabbino G. Gottheil di Manchester e il dottor L. Philippson di Bonn combatterono con forza la visione, annunciata dai simpatizzanti meridionali, che i testi biblici supportassero la schiavitù. L'opera antischiavista di rabbi M. Mielziner intitolata Die Verhältnisse der Sklaverei bei den Alten Hebräern e fatta pubblicare nel 1859 venne tradotta oltreoceano.
Allo stesso modo in terra tedesca il poeta Berthold Auerbach in Das Landhausam Rhein fece crescere l'opinione pubblica contro il commercio schiavista ed anche Heinrich Heine ebbe modo di parlare contro la schiavitù.
Gli ebrei immigrati parteciparono alle bande abolizioniste guidate da John Brown (attivista) ed operarono in Kansas con tecniche di vera e propria guerriglia (il Bleeding Kansas); tra di essi vi furono Theodore Wiener (polacco), Jacob Benjamin (boemo) e August Bondi (viennese). Nathan Mayer Rothschild venne riconosciuto per il ruolo avuto nell'abolizione del commercio schiavista attraverso il suo cofinanziamento della compensazione del governo britannico (20 milioni di sterline) da pagare agli ex proprietari degli schiavi liberati in aiuto all'industria delle piantagioni.

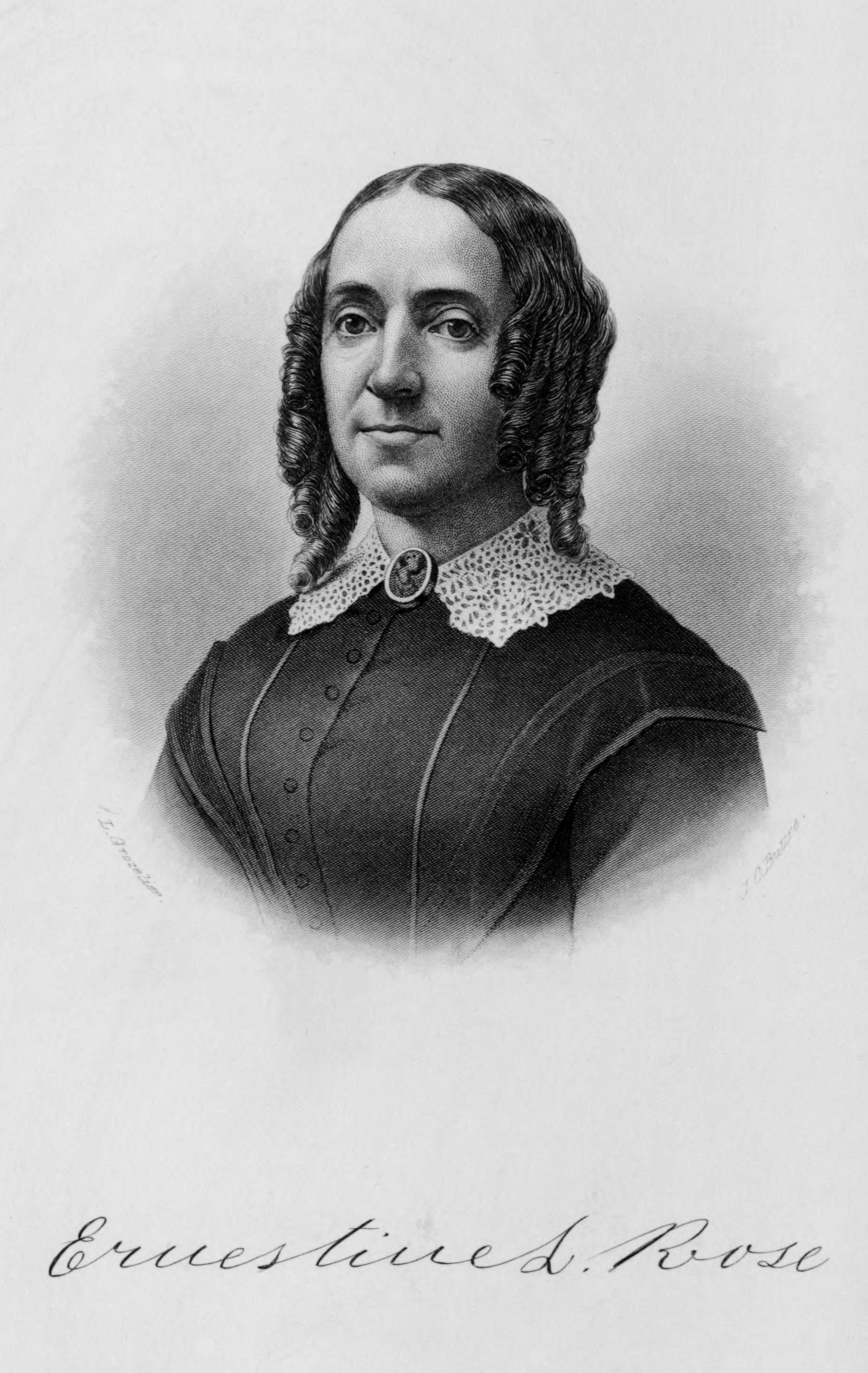
Ernestine Rose, ebrea, femminista e abolizionista.

L'esponente ebrea del femminismo negli Stati Uniti d'America Ernestine Rose venne soprannominata "regina delle tribune" a causa dei suoi accesi discorsi a favore dell'abolizionismo. I suoi comizi incontrarono notevoli controversie, anche in forma violenta; una sua conferenza tenuta a Charleston (Virginia Occidentale), in cui elencò con dovizia i mali della schiavitù, venne accolta con tanta opposizione ed atti ostili che fu costretta ad utilizzare una notevole influenza per riuscire ad uscire dalla città in sicurezza.
Nell'epoca della guerra di secessione americana i principali leader religiosi ebrei statunitensi si occuparono anche di dibattiti pubblici in merito alla schiavitù; generalmente i rabbini degli Stati Confederati d'America sostennero la schiavitù, mentre quelli dell'Unione (guerra di secessione americana) vi si opposero.

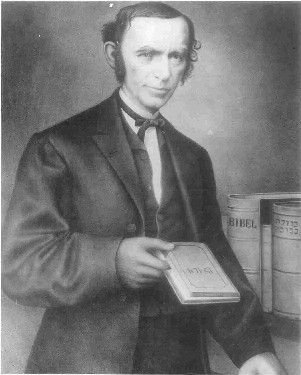
Il rabbino David Einhorn, un fervente sostenitore dell'abolizionismo negli Stati Uniti d'America.

Uno dei maggiori dibattiti a questo proposito fu quello scaturito da Morris Jacob Raphall, che difendeva la schiavitù così come veniva praticata nel Sud in quanto essa sarebbe stata approvata dalla Bibbia e David Einhorn (dell'ebraismo riformato) il quale si oppose con nettezza alla sua forma vigente. Nell'intero Sud in complesso non vi furono mai molti ebrei, rappresentando solamente l'1,25% di tutti i proprietari di schiavi presenti. Nel 1861 Raphall pubblicò le proprie opinioni in un trattato intitolato The Bible View of Slavery; lui, assieme ad altri rabbini come Isaac Leeser e J. M. Michelbacher (entrambi della Virginia), utilizzarono la Tanakh per sostenere i propri argomenti.

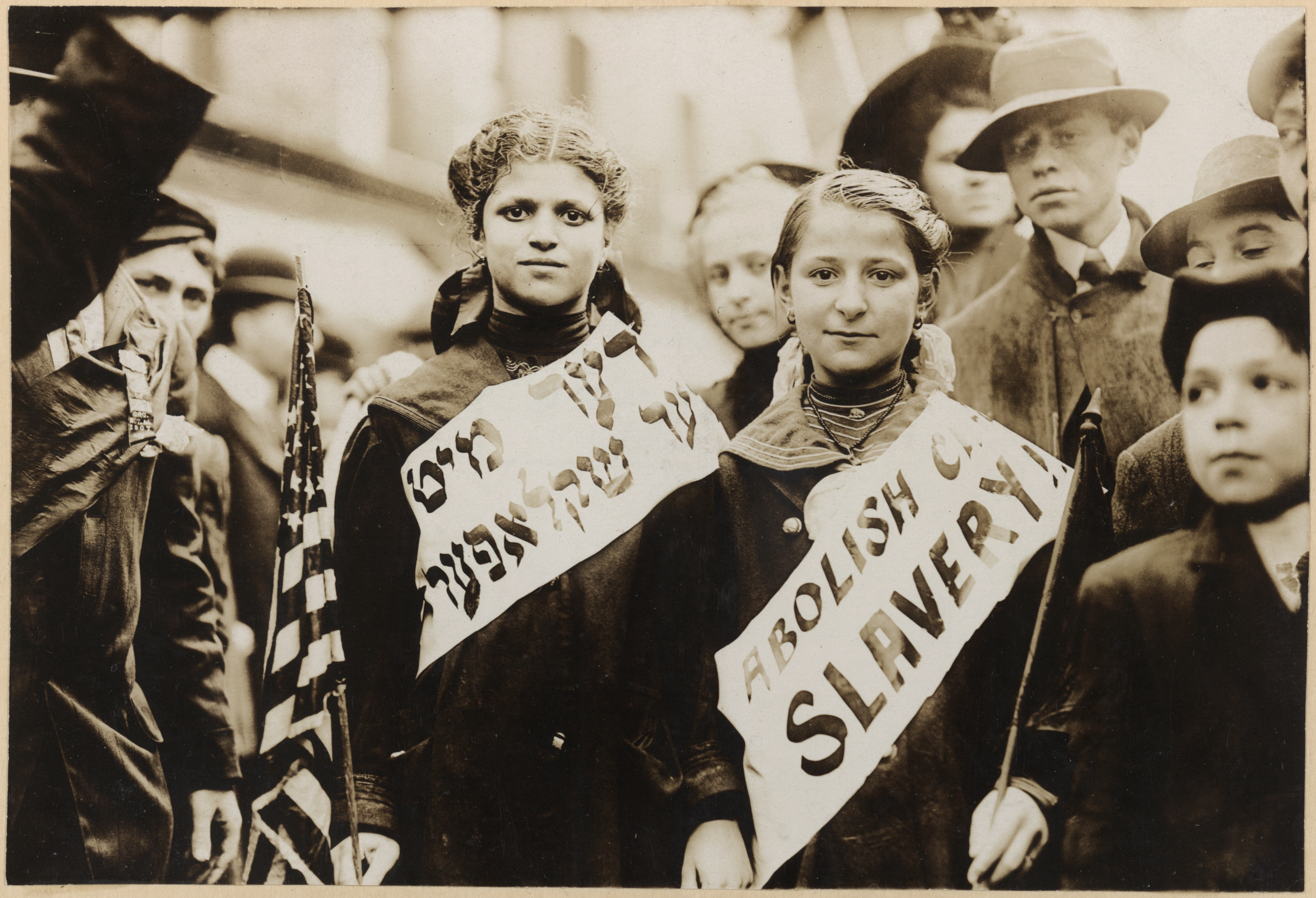
Due ragazze ebree protestano contro la schiavitù rappresentata dal lavoro infantile con scritte in inglese e in yiddish (New York, 1909).

I rabbini abolizionisti, tra cui Einhorn e Michael Heilprin, si preoccuparono per il fatto che la posizione di Raphall sarebbe stata considerata come la politica ufficiale degli ebrei americani; pertanto ribadirono vigorosamente contro i suoi argomenti sostenendo che la schiavitù, così come veniva praticata al Sud, fosse del tutto immorale e non sostenuta dall'ebraismo.
Ken Yellis, scrivendo per The Forward, ha suggerito che "la maggior parte degli ebrei americani erano muti sul tema, forse perché temevano il suo enorme potere corrosivo. Prima del 1861 praticamente non esiste nessun esempio di prediche rabbiniche sulla schiavitù, probabilmente ciò fu dovuto al timore che la controversia avrebbe innescato un conflitto di parti in cui le famiglie ebraiche si sarebbero disposte su posizioni diametralmente opposte... La comunità ebraica più grande d'America, gli ebrei di New York, rimasero in gran parte pro-sudisti, pro-schiavitù e anti-Lincoln nel corso dei primi anni di guerra". Tuttavia, mentre la guerra progrediva "e le vittorie militari del Nord cominciarono a farsi più numerose, i sentimenti iniziarono a spostarsi verso l'Unione e, infine, a favore dell'emancipazione".

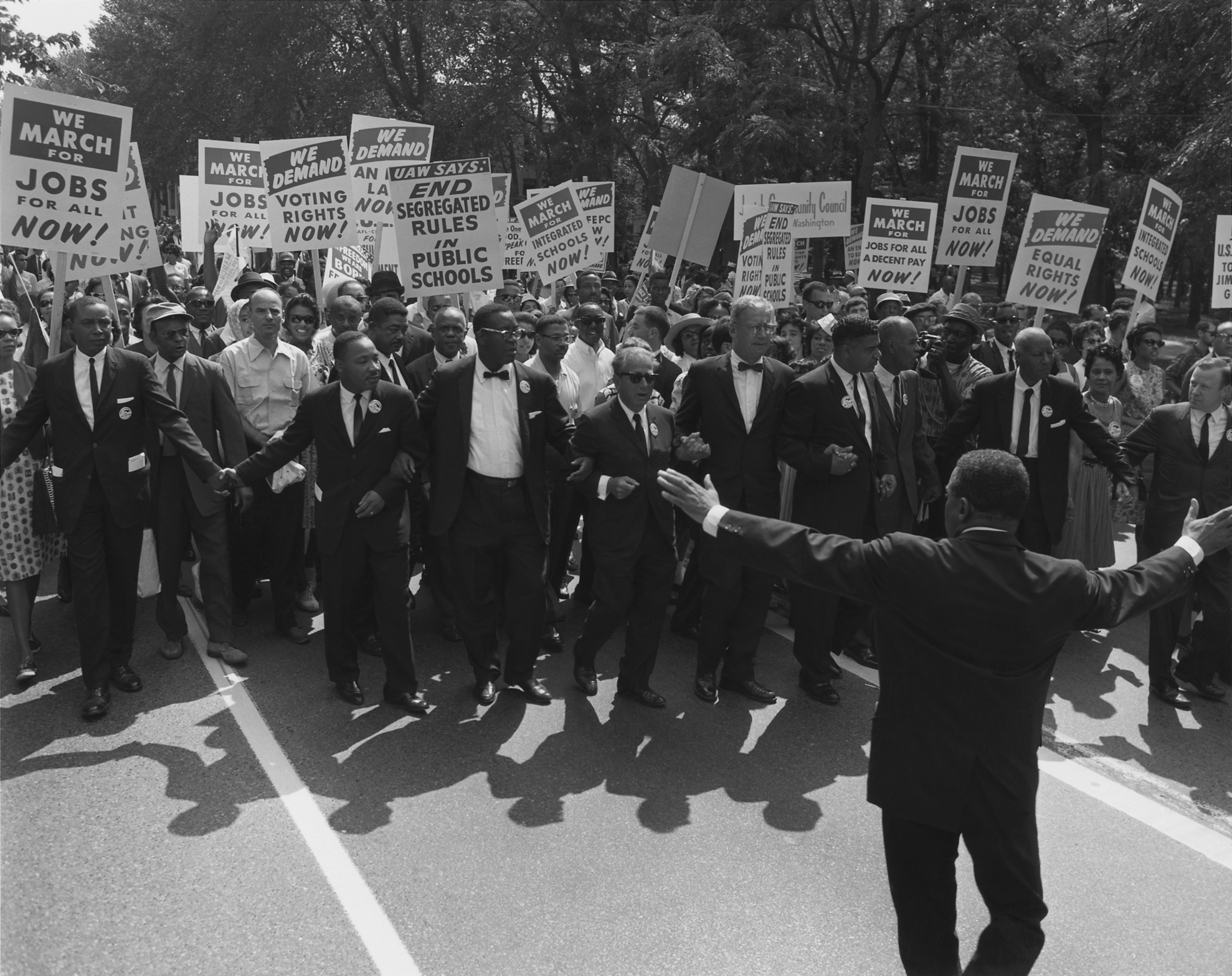
Il giovane attivista ebreo per i diritti civili Joseph Rauh marcia assieme con Martin Luther King nel 1963.

### Tempi contemporanei
In epoca recente gli ebrei e gli afroamericani hanno collaborato al movimento per i diritti civili degli afroamericani, ciò motivato in parte dalle radici comuni nella schiavitù, in particolare per quanto riguarda la storia dell'eredità ebraica nell'antico Egitto, così come viene raccontato nella storia biblica del Libro dell'Esodo, in cui molti neri si sono identificati nel corso del tempo.
Seymour Siegel suggerisce che la lotta storica contro i pregiudizi incontrati dagli ebrei ha portato ad una simpatia naturale per qualsiasi popolo che si confronta con la discriminazione. Joachim Prinz, presidente del "Congresso ebraico americano", ha parlato dal podio al Lincoln Memorial durante la famosa Marcia su Washington per il lavoro e la libertà di Washington nel 1963, dove ha sottolineato come gli ebrei si identificano profondamente con la segregazione razziale negli Stati Uniti d'America e la privazione dei diritti civili afroamericani, ciò essendo "nato dalla nostra dolorosa esperienza storica", inclusa la schiavitù e la segregazione nel Ghetto.
Attualmente, secondo l'ebraismo ortodosso, con le sue riviste ufficiali The Forward e Jewish Quarterly, la schiavitù (definita come la sottomissione totale di un essere umano su un altro) è assolutamente inaccettabile nell'ebraismo.